# سماليج
سماليج إحدى قرى مركز تلا التابع لمحافظة المنوفية بجمهورية مصر العربية.

## التاريخ
ذكرها علي مبارك في كتابه الخطط التوفيقية، حيث ذكر أنها قرية صغيرة في مديرية المنوفية بقسم مليج.

## السكان
بلغ عدد سكان سماليج 2,050 نسمة، منهم 992 رجل و1،058 إمرأة، حسب الإحصاء الرسمي لعام 2006.